# Международный план по развитию полупроводниковой технологии
Международный план по развитию полупроводниковой технологии (англ. International Technology Roadmap for Semiconductors, ITRS) — набор документов, выпускаемый группой экспертов полупроводниковой промышленности. Эти эксперты являются представителями спонсирующих организаций, которые включают в себя Ассоциации полупроводниковой промышленности (SIA) из США, Европы, Японии, Южной Кореи и Тайваня.
Составленные документы содержат следующий отказ от ответственности: «Документы ITRS разработаны и предназначены для оценки только технологии и без учета каких-либо коммерческих соображений, касающихся отдельных продуктов или оборудования».

## Содержание
В документах представлены лучшие мнения о направлениях исследований в следующих областях технологии, включая прогнозные планы длительностью до 15 лет:
- системные драйверы/проектирование систем;
- тестирование и контрольно-испытательное оборудование;
- процессы передней линии (Front End Processes);
- радиочастотные и гибридные аналого-цифровые интегральные схемы;
- микроэлектромеханические системы (МЕМС);
- фотолитография;
- интерконнект в ИМС;
- заводская интеграция;
- сборка и упаковка;
- окружающая среда, безопасность и здоровье;
- проектирование ИМС с учетом технологичности — повышение выхода годных изделий;
- метрология;
- моделирование и симуляция;
- новые исследовательские устройства;
- новые исследовательские материалы.

## История

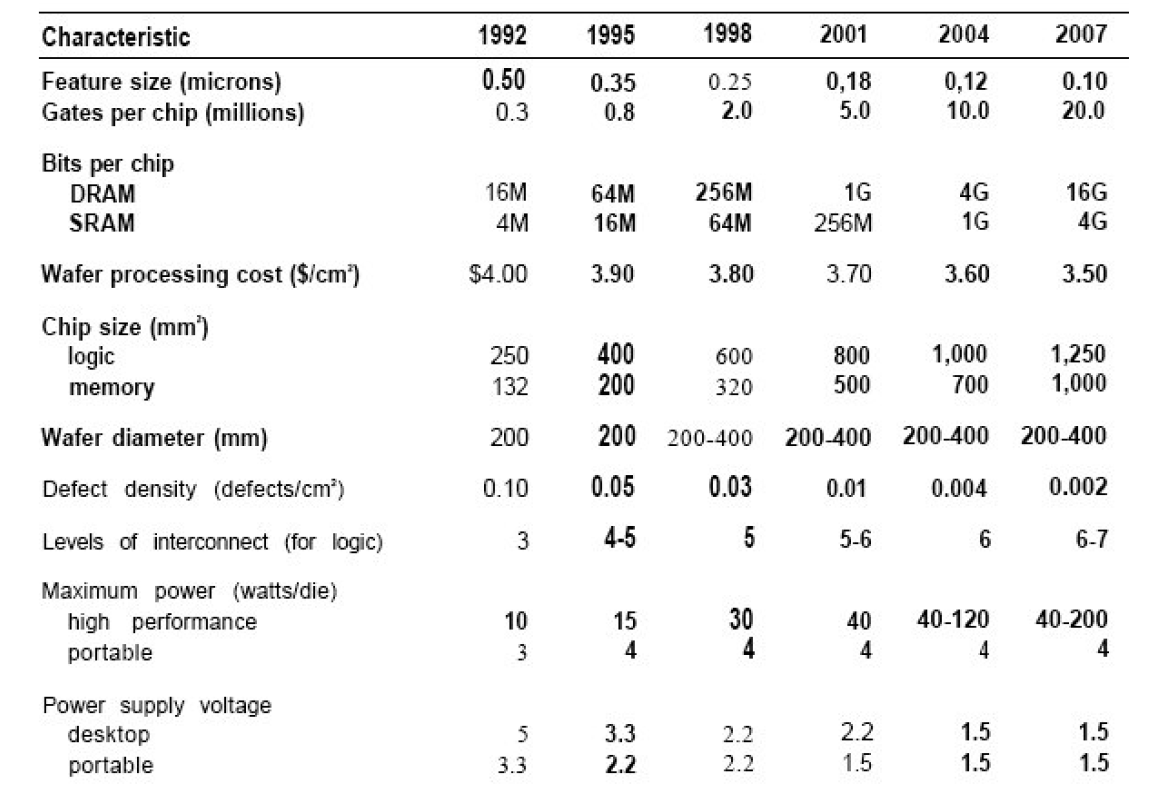
Первый план 1993 года (SIA).

С расширением производства инструментов для поставщиков специализированного оборудования возникла потребность в четком плане, которой помогал бы предвидеть развитие рынка, планировать и контролировать технологические нужды производства. Это привело сначала к созданию североамериканского «Национального плана по развитию полупроводниковых технологий» (National Technology Roadmap for Semiconductors, NTRS); затем в 1998 году — первого глобального стратегического плана «International Technology Roadmap for Semiconductors» (ITRS). В рамках рабочих групп ITRS на 2003 год было представлено 936 компаний.

Полупроводниковая промышленность занимает в мировой экономике уникальное положение: она развивается по детально разработанному плану, который не только не препятствует конкурентоспособности участников, но даже способствует ей. Этот план известен как International Technology Roadmap for Semiconductors (ITRS) и представляет собой план-прогноз, ежегодно обновляемый и публикуемый международной организацией Semiconductor Industry Association (SIA).
В основе ITRS лежат несколько простых принципов, в том числе закон Мура об удвоении числа элементов СБИС каждые 1,5—2 года. Закон Мура не отражает каких-либо фундаментальных законов природы, а лишь описывает ситуацию, складывающуюся на рынке в результате конкуренции между производителями, а также вследствие взаимного стимулирования радиоэлектронной и полупроводниковой отраслей. Также играет роль и психологический фактор. Разработчики и производители придерживаются прогнозных сроков закона Мура и ITRS потому, что знают — конкуренты действуют так же.
Главное значение же ITRS в том, что этот план — не только прогноз динамики параметров, но и содержит точные указания относительно того, какими конструкторскими и технологическими средствами новые параметры могут быть достигнуты, когда и какие технические средства должны быть разработаны и освоены производством. Таким образом, ITRS является руководством к действию для разработчиков не только приборов, но и техпроцессов и технологического оборудования.

С 2017 года функции ITRS перешли к IRDS — Международному плану для устройств и систем, новой организации под эгидой IEEE.